# Olympische Jugend-Sommerspiele 2014/Moderner Fünfkampf
Bei den Olympischen Jugend-Sommerspielen 2014 in der chinesischen Metropole Nanjing wurden drei Wettbewerbe in der Modernen Fünfkampf in vier von den üblicherweise fünf Disziplinen ausgetragen.
Die Athleten nahmen an Wettkämpfen im Pistolenschießen, Degenfechten, Schwimmen sowie an einem Crosslauf teil; ein Wettbewerb im Springreiten wurde nicht ausgetragen.
Die Wettbewerbe fanden vom 22. bis zum 26. August im Nanjing International Expo Center statt.

## Jungen
Die Wettkämpfe wurden am 22. und 24. August ausgetragen.
| Platz | Land | Athlet            | Fechten | Schwimmen | Schießen/Laufen | Gesamtpunkte |
| ----- | ---- | ----------------- | ------- | --------- | --------------- | ------------ |
| 1     | RUS  | Alexander Lifanow | 295     | 310       | 579             | 1184         |
| 2     | HUN  | Gergely Regos     | 300     | 321       | 554             | 1175         |
| 3     | LTU  | Dovydas Vaivada   | 280     | 331       | 540             | 1151         |
| 6     | AUT  | Gustav Gustenau   | 260     | 326       | 540             | 1126         |

## Mädchen
Die Wettkämpfe wurden am 22. und 23. August ausgetragen.
| Platz | Land | Athlet            | Fechten | Schwimmen | Schießen/Laufen | Gesamtpunkte |
| ----- | ---- | ----------------- | ------- | --------- | --------------- | ------------ |
| 1     | CHN  | Zhong Xiuting     | 295     | 267       | 492             | 1054         |
| 2     | GBR  | Francesca Summers | 300     | 276       | 468             | 1044         |
| 3     | GER  | Anna Matthes      | 290     | 274       | 466             | 1030         |

## Gemischtes Team
Die Wettkämpfe wurden am 26. August ausgetragen.
| Platz | Land            | Athlet                                               | Fechten | Schwimmen | Schießen/Laufen | Gesamtpunkte |
| ----- | --------------- | ---------------------------------------------------- | ------- | --------- | --------------- | ------------ |
| 1     | Gemischtes Team | Maria Migueis Teixeira ( POR) Anton Kusnezow ( UKR)  | 276     | 345       | 583             | 1204         |
| 2     | Gemischtes Team | Anna Zs. Tóth ( HUN) Ricardo Yamil Vera Reyes ( MEX) | 297     | 334       | 570             | 1201         |
| 3     | Gemischtes Team | Aurora Tognetti ( ITA) Park Gilung ( KOR)            | 276     | 335       | 572             | 1183         |
| 20    | Gemischtes Team | Anna Matthes ( GER) Daniel Lopes ( PRT)              | 255     | 335       | 529             | 1119         |
| 21    | Gemischtes Team | Gustav Gustenau ( AUT) Valeriia Uvarova ( KGZ)       | 252     | 330       | 517             | 1099         |